# 아는 와이프
《아는 와이프》는 2018년 8월 1일부터 2018년 9월 20일까지 tvN에서 방영된 tvN 월화드라마이다.

## 줄거리
한 번의 선택으로 달라진 현재를 살게 된 운명적인 러브스토리를 그린 드라마.

## 등장 인물

### 주요 인물
- 지성 : 차주혁 역
- 한지민 : 서우진 역
- 장승조 : 윤종후 역
- 강한나 : 이혜원 역

### 차주혁의 주변인물
- 박희본 : 차주은 역
- 차광수 : 주혁 부 역
- 미상 : 주혁 모 역
- 오의식 : 오상식 역

### 서우진의 주변인물
- 이정은 : 우진 모 역

### 은행
- 손종학 : 차봉희 역
- 박원상 : 변성우 역
- 차학연 : 김환 역
- 김수진 : 장만옥 역
- 김소라 : 주향숙 역
- 공민정 : 최혜정 역
- 강희 : 정민수 역

### 그 외 인물
- 이유진 : 정현수 역
- 홍석빈
- 임재근
- 안민영
- 고은이
- 박지연
- 정아미 : 부행장 역
- 윤성원
- 한동환
- 김대국 : 감사 직원
- 안려진
- 유옥주
- 한승윤
- 황인준 : 버스 내 손님(치한) 역
- 김민체
- 임세민
- 윤태오
- 정필수
- 최희정
- 이정미
- 김귀선
- 정경천
- 최종률
- 홍석빈
- 유준원
- 한그림
- 윤택승
- 최현종
- 유필란
- 최지안
- 김은아
- 안수호
- 박성균
- 공윤찬 : 동료 역
- 신지연 : 가이드 역

### 특별출연
- 전석호 : 진상 손님 역
- 강기영 : 박유식 역
- 조정석 : 강선우 역

## 촬영지
- 서울시립대학교
- 용인포은아트홀
- 망원한강공원
- 홈플러스 아카데미
- 곤지암리조트
- 상식있는포차(시우식당)
- 반포대교
- 낙산해수욕장
- 르지우
- 롯데월드 어드벤처

## 시청률
최저 시청률과 최고 시청률은 시청률 조사회사와 지역별로 시청률에 차이가 있을 수 있습니다.
| 2018년      | 2018년      | 2018년     | 2018년      |
| 회차        | 방송일      | AGB 시청률 | TNmS 시청률 |
| ----------- | ----------- | ---------- | ----------- |
| 제1회       | 8월 1일     | 4.680%     | 6.5%        |
| 제2회       | 8월 2일     | 5.535%     | 6.1%        |
| 제3회       | 8월 8일     | 5.104%     | 7.2%        |
| 제4회       | 8월 9일     | 6.209%     | 7.4%        |
| 제5회       | 8월 15일    | 6.621%     | 7.7%        |
| 제6회       | 8월 16일    | 7.259%     | 8.3%        |
| 제7회       | 8월 22일    | 6.506%     | 7.9%        |
| 제8회       | 8월 23일    | 6.950%     | 8.1%        |
| 제9회       | 8월 29일    | 6.879%     | 8.0%        |
| 제10회      | 8월 30일    | 8.210%     | 9.5%        |
| 제11회      | 9월 5일     | 7.096%     | 7.6%        |
| 제12회      | 9월 6일     | 8.106%     | %           |
| 제13회      | 9월 12일    | 7.449%     | %           |
| 제14회      | 9월 13일    | 7.875%     | %           |
| 제15회      | 9월 19일    | 6.709%     | %           |
| 제16회      | 9월 20일    | 7.870%     | %           |
| 평균 시청률 | 평균 시청률 | 6.816%     | %           |

## 경쟁 프로그램
- 한국방송공사 수목 미니시리즈

《당신의 하우스헬퍼》 (2018년 7월 4일 ~ 2018년 8월 29일)
《오늘의 탐정》 (2018년 9월 5일 ~ 2018년 10월 31일)
- MBC 수목미니시리즈

《시간》 (2018년 7월 25일 ~ 2018년 9월 20일)
- SBS 드라마스페셜

《친애하는 판사님께》 (2018년 7월 25일 ~ 2018년 9월 20일)

## 같이 보기
- 대한민국의 텔레비전 드라마 목록 (ㅇ)
- 2018년 대한민국의 텔레비전 드라마 목록